# Ciledug Kulon
Ciledug Kulon is een bestuurslaag in het regentschap Cirebon van de provincie West-Java, Indonesië. Ciledug Kulon telt 3928 inwoners (volkstelling 2010).